# Білей Петро Васильович
Петро Васильович Білей (нар. 22 серпня 1940, с. Розтоцька Пастіль, теперішній Великоберезнянський район, Закарпатська область — пом. 31 січня 2020) — український учений-лісівник. Доктор технічних наук (1993), професор (1995), завідувач кафедри технології деревообробки і захисту деревини Національного лісотехнічного університету України. Заслужений діяч науки і техніки України (2009).

## Життєпис
Народився 22 серпня 1940 року в с. Розтоцька Пастіль Великоберезнянського району Закарпатської області. У 1969 році закінчив з відзнакою Львівський лісотехнічний інститут (тепер — НЛТУ України, м. Львів). Спеціальність — «Автоматизація і комплексна механізація хіміко-технологічних процесів», кваліфікація — «Інженер-електромеханік з автоматизації процесів деревообробки».
Доктор технічних наук з 1993 року за спеціальностями 05.21.05 — «технологія і обладнання деревообробки; деревинознавство» та 05.17.08 — «процеси і обладнання хімічних технологій». Докторська дисертація на тему «Технологія камерного сушіння деревини твердих листяних порід» захищена в 1993 р. у Національному університеті «Львівська політехніка». У 1995 р. присвоєно вчене звання професор кафедри технології клеєних матеріалів і гідротермічної обробки деревини в УкрДЛТУ (тепер — НЛТУ України, м. Львів).
Професор Білей П. В. розпочав свою трудову діяльність у 1969 р. на заводі «Полярон», РЕУ «Львівенерго» конструктором, пізніше — головним механіком меблевого комбінату в м. Ужгород. З 1972 по 1975 роки навчався в аспірантурі за спеціальністю «Машини, обладнання і технологія лісопильних і деревообробних виробництв». Кандидатську дисертацію на тему «Дослідження аеродинаміки сушильних камер з перфорованими перегородками» захистив у 1976 році. У Львівському лісотехнічному інституті працював з 1972 р. старшим лаборантом, асистентом, старшим викладачем, доцентом, з 1994 року — на посаді завідувача кафедри.
Професор Білей П. В. здійснює підготовку спеціалістів за напрямом «Лісозаготівля і деревообробка», спеціальність «Технологія деревообробки». Викладає такі навчальні дисципліни за кваліфікаційними рівнями: бакалавр — «Технологія сушіння і захисту деревини», магістр — «Методологія дослідження тепломасообмінних процесів», «Теоретичні основи теплової обробки і сушіння деревини».
Науково-педагогічний стаж вченого становить 43 роки.

## Наукова діяльність
За період 1972—2008 рр. вченим опубліковано понад 250 наукових та навчально-методичних праць, з них 5 монографій, 2 довідники, 2 підручники, 7 навчальних посібників. Основними з них є:
- Билей П. В. Сушка древесины твердых лиственных пород: М.: Экология, 1992. — 224 с.
- Билей П. В., Алюшин С. Ж., Березовский В. Ю., Бурышев С. А. Сушка древесины: Справочник. — К.: Тристан, 2004. — 448 с.
- Білей П. В., Адамовський М. Г., Ханик Я. М., Довга Н. Д., Сорока Л. Я. Методологія наукових досліджень технологічних процесів: Підручник. — Львів: Видавничий дім «Панорама», 2003. — 184 с.
- Білей П. В. Теоретичні основи теплової обробки і сушіння деревини: Монографія. — Коломия: Вік, 2005. — 360 с.
- Білей П. В., Павлюст В. М. Сушіння і захист деревини: Підручник. — Львів: Ліга-Прес, 2008. — 312 с.
- Білей П. В., Довга Н. Д. Основи хімічної термодинаміки: Навч. посібник). — К.: ІЗМН, 1998. — 86 с.
- Білей П. В., Павлюст В. М. Сушіння деревини: Навч. посібник. — Львів: Ліга-Прес, 2003. — 240 с.
- Білей П. В. Сушіння і захист деревини: Навч. посібник. — К.: ІЗМН, 1998. — 116 с.
- Білей П. В., Довга Н. Д., Ханик Я. М., Сорока Л. Я. Методологія наукових досліджень технологічних процесів: Навч. посібник. — К.: ІЗМН, 1999—171 с.
- Білей П. В., Озарків І. М., Губер Ю. М. та ін. Вакуумне сушіння деревини: Навч. посібник. — Львів: РВВ НЛТУ України, 2006. — 72 с.

Професор Білей був науковим керівником та відповідальним виконавцем 28 науково-дослідних та дослідно-конструкторських робіт. Автор конструкцій обладнання і технології теплової обробки та сушіння деревини.
Підготував одного доктора та 10 кандидатів технічних наук. Керівництво аспірантурою здійснює з 1982 року.
Професор Білей П. В. також є членом двох спеціалізованих вчених рад із захисту дисертацій.

## Нагороди
За видатні наукові досягнення професора Білея П. В. нагороджено медаллю «Ветеран праці», знаком «Відмінник освіти України». У 2009 року професору Білею присвоєно почесне звання «Заслужений діяч науки і техніки України».